# Ednelson Prado
Ednelson Florentino da Silva (Taubaté, 10 de fevereiro de 1973) é professor universitário , escritor , radialista  e consultor de marketing político digital . 

## Formação acadêmica
Doutor em Comunicação pela  Anhembi Morumbi, São Paulo. 
, é formado em Jornalismo pela Universidade de Taubaté (Unitau), com pós-graduação em Gestão da Comunicação em Mídias Sociais, pelo Senac; em Comunicação, Novas Tecnologias e Educação, pela Unitau, e em Telejornalismo, pela Universidade Estácio de Sá. É mestre em Linguística Aplicada, pela Unitau.

## Atuação profissional
Morando em Ubatuba desde os um ano de idade, de família caiçara, do Sertão do Ubatumirim, iniciou a carreira jornalística em 1992 na Rádio Costa Azul , em Ubatuba, como jornalista. Em 1999, se mudou para Taubaté para atuar na Rádio Difusora, e, algum tempo mais tarde, continuou carreira na TV Setorial de Pindamonhangaba. Em 2001 retornou para Ubatuba e voltou a trabalhar na Rádio Costa Azul, até o ano de 2004, quando, ao passar no concurso da Unitau, em 2002, assumiu o cargo  de radiorrepórter, permanecendo até os dias de hoje. Chegou a ser diretor da FM Unitau , entre 2016 e 2018.

Foi secretário de Comunicação Social da Prefeitura de Lorena  de 2014 a 2016. Trabalhou com produção de programas eleitorais, coordenação de assessoria de imprensa e participou de campanhas em Taubaté, Ubatuba, Lorena, São José dos Campos, Rio de Janeiro, Amazonas e São Paulo, colecionando mais de 25 anos de experiência em comunicação e gestão.

Também foi vice-presidente de Marketing do Esporte Clube Taubaté  de 2013 a 2014. Autor do livro Marketing político digital: como construir uma campanha vencedora, publicado pela Editora Appris, em 2018.